# Tomas Róbert
Tomas Róbert (Kőhalom, 1979. augusztus 15.) erdélyi magyar geológus, földtani szakíró.

## Életútja
A sepsiszentgyörgyi Mikes Líceumban érettségizett (1997), majd a BBTE-n elvégezte a földtan–földrajz szakot (2002), ugyanott mesteri képzésben (2003–2004), utóbb Magyarországon több posztgraduális továbbképző tanfolyamon is részt vett. A 2003/2004-es tanév második félévében tanársegéd a BBTE Földtan Tanszékén (őslénytan, rétegtan, paleoökológia tárgykörben), majd a kanadai érdekeltségű Gold SA Társaság geológusaként 2005–2007 között Déván, 2007–2008 között Sierra Leone, 2008-ban Kurdisztán területén folytatott földtani nyersanyagkutatást. 2008 végétől az Excess Gas LTD kutató-feltáró geológusa Székelyudvarhelyen.

## Munkássága
Egyetemi évei óta szorgos búvára az alsórákosi lias-kori ammonitesz-faunának (később ércteleptannal is foglalkozott tudományos szinten). Részeredményeit különböző konferenciákon mutatta be (VI. Magyar Őslénytani Vándorgyűlés, VIII. Bányászati, Kohászati és Földtani Konferencia) és közölte azok kivonatfüzeteiben. Igen jelentős az ammoniteszekről (Pálfy József társszerzővel) közölt őslénytani fajrevíziója (Revision of Early Jurassic Ammonoid Types from the Perşani Mts – East Carpathians, Romania. Neues Jahrbuch für Geologie und Paläontologie – Abhandlungen 2007). Azóta egy átfogóbb monográfián dolgozik, melyben több ezer, általa begyűjtött ammonitesz-kövület őslénytani feldolgozását kívánja közzétenni.